# Streifenkehl-Buschtyrann
Der Streifenkehl-Buschtyrann (Myiotheretes striaticollis) ist eine Vogelart aus der Familie der Tyrannen. Seine Heimat ist das nordwestliche Südamerika.

## Merkmale
Kehle und obere Brust sind weiß mit einer kräftigen schwarzen Strichelung, die restliche Unterseite ist einheitlich zimtfarben-rötlichbraun. Die Oberseite ist braun, mit einem hellen Steif über den Zügeln (Supraloralstreif). Die Flügel sind dunkel mit einem, je nach Mauserstadium, variablen zimtfarben-rötlichbraunen Rand und zimtfarbenen Unterflügeldecken. Die Innenfahnen der Schwungfedern sind zimtfarben-rötlichbraun und im Flug deutlich sichtbar. Die Schwanzfedern sind ebenfalls zimtfarben-rötlichbraun, das terminale Drittel ist dunkler gefärbt. Der Streifenkehl-Buschtyrann wird bis zu 23 cm lang, sein kräftiger Schnabel ist schwarz.

## Verbreitung
Der Streifenkehl-Buschtyrann lebt in Südamerika von Kolumbien über Ecuador, Peru und Bolivien bis ins nordwestliche Argentinien sowie im Norden auch in Venezuela. In seinem riesigen Verbreitungsgebiet leben große Populationen, wenn auch nicht in großer Dichte. Im Allgemeinen werden nur Paare oder einzelne Exemplare angetroffen.

## Lebensraum und Lebensweise
Seine natürlichen Lebensräume sind Lichtungen oder Buschland in den subtropischen oder tropischen feuchten Bergwäldern der Anden in Höhen zwischen 1700 und 3500 Metern. Wie die meisten Arten aus der Familie der Tyrannen wartet er, oft in relativ großer Höhe auf einem Zweig, einer Hochspannungsleitung oder auf einem Felsen sitzend, auf vorbeifliegende Insekten. An diesen Ansitz kehrt er oft zurück.

## Forschungsgeschichte

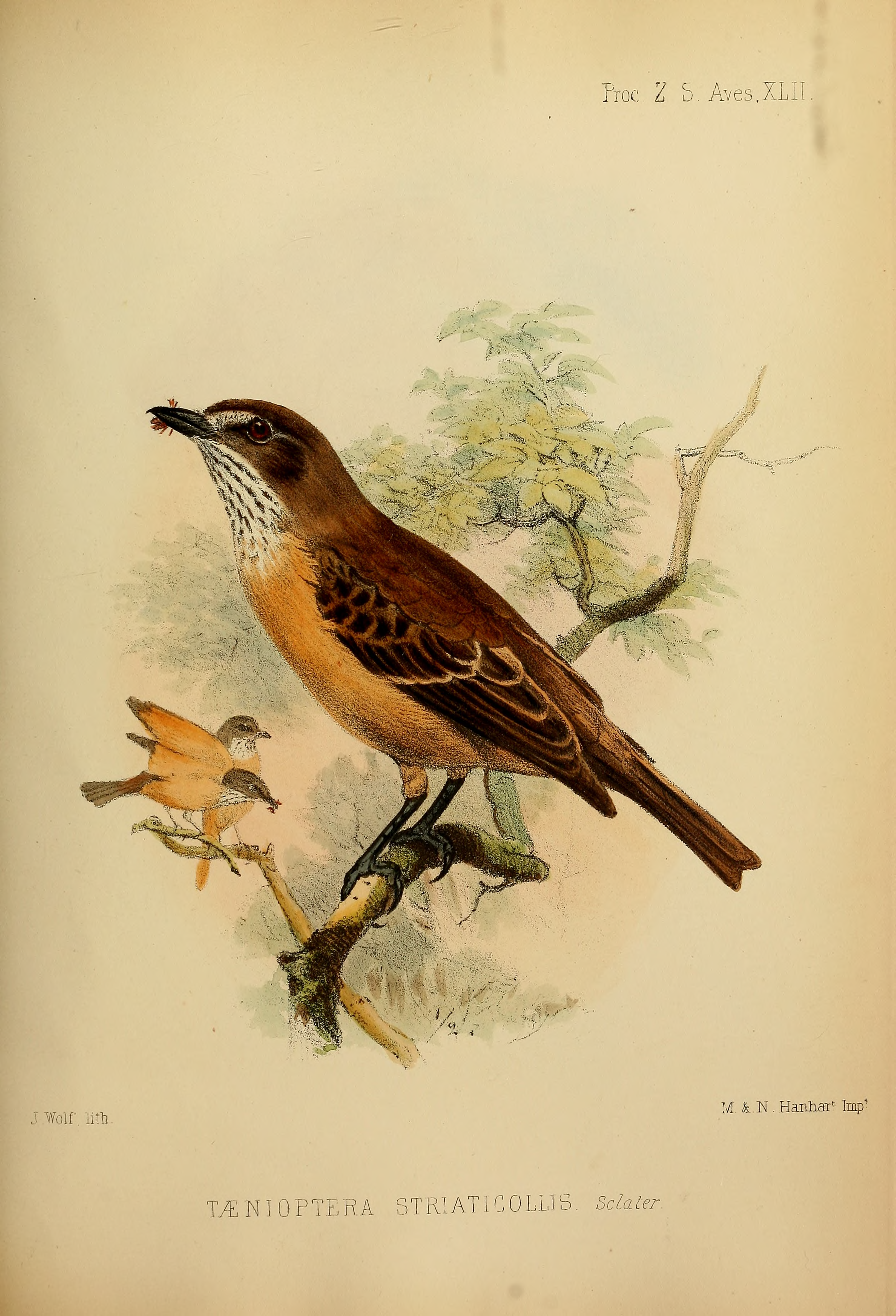
Streifenkehl-Buschtyrannen: Illustration von Joseph Wolf in der Erstbeschreibung

Der Streifenkehl-Buschtyrann wurde von Philip Lutley Sclater im 1853 erschienenen Jahrgang 1851 der Proceedings of the Zoological Society of London als Taenioptera striaticollis erstmals beschrieben. Sclater beschrieb in der gleichen Arbeit auch Taenioptera erythropygia, den Rostbürzel-Buschtyrann, der heute unter dem wissenschaftlichen Namen Cnemarchus erythropygius geführt wird. Die Gattung Cnemarchus wurde von einigen Autoren mit der Gattung Myiotheretes vereinigt, andere stellten den Streifenkehl-Buschtyrannen in die Nähe der Gattungen Gubernetes und Muscipipra.
Im Jahr 1906 beschrieb Graf Hans von Berlepsch im Bulletin of the British Ornithologists’ Club sieben neue neotropische Vögel. Einer davon war die neue Unterart M. s. pallidus, welches von Louis Dinelli vom Museo Nacional de Historia Natural de Buenos Aires gesammelt wurde. Einige Bälge wurden dem Club von Carl Eduard Hellmayr vorgestellt.

## Unterarten
Gegenwärtig werden zwei Unterarten unterschieden:
- Myiotheretes striaticollis striaticollis (Sclater, PL, 1853) – Vorkommen von der Sierra de Perijá und den Anden Venezuelas und Kolumbiens bis nach Peru (südlich bis in die Regionen Apurímac und Arequipa).
- Myiotheretes striaticollis pallidus Berlepsch, 1906 – Vorkommen von den Anden Perus (Regionen Cusco und Puno) bis nach  Bolivien und ins nordwestliche Argentinien (südlich bis in die Provinz Tucumán).

## Etymologie
Das Wort »Myiotheretes« ist griechischen Ursprungs und  setzt sich aus den Worten »muia μύγα« für »Fliege« und »thēratēs θηρατής« für »Jäger« zusammen. Das Artepitheton »striaticollis« leitet sich von den lateinischen Worten  »striatus« für »gestreift« und »colli« für »Hals, Kehle« ab. Das lateinische Wort »pallidus« leitet sich von »pallere« für »bleich/blass sein« ab.